# Przemysl
Przemyśl (polsk: Przemyśl; ukrainsk: Перемишль, tr. Peremisjl) er en by i Voivodskabet Nedrekarpater i det sydøstlige Polen med 67.847 indbyggere(2005). Przemyśl fik bystatus i 1389 men var allerede kendt som by i 981. 